# MasterChef (programa de televisión brasileño)
MasterChef Brasil es un programa de televisión gastronómico brasileño que busca al mejor cocinero amateur del país. El formato está basado en un espacio de televisión británico de cocina con el mismo título y emitido por BBC desde 1990. La producción del programa corre a cargo de Rede Bandeirantes en colaboración con Eyeworks y Shine International. Es presentado por Ana Paula Padrão, acompañada de los chefs Érick Jacquin, Helena Rizzo y Henrique Fogaça.

## Formato
El programa lleva un formato que consta de pruebas fijas en las que ocurren varios sucesos para tener como resultado una eliminación cada programa.
- Preliminares: De todos los cocineros aficionados que audicionaron en todo el país, cientos son elegidos para cocinar su plato base a los tres jueces. Cada juez prueba el platillo y da su opinión antes de votar "sí" o un "no". Al recibir dos votos "sí" ganan automáticamente un delantal blanco MasterChef.
- La caja misteriosa: Los concursantes recibirán un número de ingredientes con los que deben a hacer un platillo a su gusto. Los concursantes utilizan cualquier cantidad de los ingredientes que desee, y tienen la libertad de omitir los ingredientes que deseen. Una vez que los platos son terminados, los jueces eligen los tres platillos de mejor calidad y uno de ellos debe elegir los ingredientes en la prueba de eliminación.
- Prueba por equipos: Esta prueba se realiza fuera de las cocinas de MasterChef los concursantes se dividen en dos equipos, amarillo y rojo, que consisten en números iguales y se les da una tarea. Los capitanes deberán elegir la receta que van a cocinar y a los concursantes que lo ayuden. Después de completar con todos los platillos, la gente elige que comida fue mejor y el equipo perdedor se tendrá que enfrentar a la siguiente prueba.
- Prueba de eliminación: El equipo ganador observará a sus compañeros que han perdido. El equipo perdedor deberá cocinar la receta indicada por el jurado. El jurado «deliberará» y el dueño/a del «peor» plato abandonará el programa definitivamente.
- Reto creativo: El jurado tendrá que decir qué plato va a ser elaborado por los aspirantes.

## Prémios
El ganador se lleva un premio de R$ 150.000, un Fiat Fiorino, una beca en el Le Cordon Bleu en París, un libro publicado con sus propias recetas y el trofeo de "MasterChef".

## Jurados
- Erick Jacquin: El chef francés Erick Jacquin llegó a Brasil en 1995, después de inaugurar el restaurante Au Comte de Gascogne, en París. En São Paulo, llevó al restaurante Le Coq Hardy, a ser elegido el Mejor restaurante de Brasil y el, elegido como chef del año en varias ocasiones. En 1999 se abre la Antique Café, elegido como el mejor restaurante francés de ese año. En 2004, se abre el restaurante La Brasserie Erick Jacquin en São Paulo, también elegido varias veces el mejor restaurante francés en la ciudad capital y del país. Desde 2013, después de cerrar el La Brasserie, está dedicado a eventos y conferencias. Hoy es el responsable del Tártara & Co y también actúa como consultor cocinero de La Cocotte Bistro en São Paulo y el restaurante La Brasserie de la Mer en Natal.
- Paola Carosella: Sus primeros trabajos fue en Argentina, donde nació. Viajó a Francia para trabajar en las mejores cocinas de como Le Grand Vefour, Le Celadon y Le Bristol. Hizo prácticas de gastronomía en Zuni Café en California y Soho Place de Londres. Llegó a São Paulo en 2001 para trabajar en la apertura de Figueira Rubaiyat. En 2003 abrió su primer restaurante, Julia Cocina. En 2005, ganó el premio Revelación Chef (revista Gula). En 2008, inauguró el Arturito, elegido como el mejor restaurante variado en 2009 y 2010 (revista SP) y fue chef del año en 2010 (revista SP). En 2014 inauguró la La Guapa, especializada en empanadas.
- Henrique Fogaça: El chef tatuado Henrique Fogaça comenzó a vender hamburguesa con su hermano a los 22 años de edad. Después de cursos y prácticas en diversas cocinas, abrió la Sal Gastronomía en São Paulo en 2005. Henry Fogaça ha sido elegido revelación cocinero por la revista Veja de São Paulo y Prazeres da Mesa. En 2012 creó la Feria Gastronómica y en 2013 abrió el pub Perro Véio y la barra del Almirante Place.
- Helena Rizzo: La chef y restauradora brasileña Helena Rizzo comenzó sus primeros trabajos como cocinera en 1997, trabajando en el restaurante Roanne, con Claude Troisgros y Emmanuel Bassoleil. Realizó prácticas en Europa en los restaurantes Sadler, en Italia y El Celler de Can Roca, en España. En 2006, cuando regresó a Brasil, abrió el restaurante Maní en São Paulo. En 2014, Helena fue elegida por la revista Restaurant Magazine como la Mejor Chef Femenina del Año y su restaurante Maní fue elegido el 36º mejor restaurante del mundo, y el segundo mejor de Sudamérica, detrás de D.O.M. En 2015, fue galardonado con una estrella Michelin.
- Rodrigo Oliveira: El chef Rodrigo Oliveira dirige el famoso Mocotó, un restaurante de cocina campestre y nordestina que lleva la historia familiar. El establecimiento fue inaugurado en 1973 por su padre, Zé Almeida, quien le pasó el legado a su hijo. Con recetas sencillas y creativas, Rodrigo llamó la atención de la prensa nacional e internacional, apareciendo en medios como Food & Wine, Restaurant Magazine, Le Figaro, Financial Times, El País, entre otros.  Y también ganando premios de vehículos y estrellas como Michelin, Prazeres da Mesa, Folha de S. Paulo y Veja São Paulo. Formó parte de la lista de Latin America's 50 Best, de la revista británica Restaurant, durante muchos años, y ocupó el puesto 23 del ranking en 2021. El restaurante, siempre lleno, acoge a gente de todo tipo, clase y edad. Reconocidos chefs, periodistas gastronómicos, diversas personalidades y también público de Vila Medeiros, barrio del norte de São Paulo donde se fundó y permanece hoy el restaurante.

## Ediciones
| Edición        | Año  | Ganador             | Subcampeón                    | Tercero                               |
| -------------- | ---- | ------------------- | ----------------------------- | ------------------------------------- |
| 1.ª temporada  | 2014 | Elisa Fernandes     | Helena Manosso                | Luis Lima                             |
| 2.ª temporada  | 2015 | Izabel Alvares      | Raul Lemos                    | Jiang Pu                              |
| 3.ª temporada  | 2016 | Leonardo Young      | Bruna Chaves                  | Raquel Novais                         |
| 4.ª temporada  | 2017 | Michele Crispim     | Deborah Werneck               | Valter Herzmann                       |
| 5.ª temporada  | 2018 | Maria Antônia Russi | Hugo Merchan                  | Eliane Ribeiro                        |
| 6.ª temporada  | 2019 | Rodrigo Massoni     | Lorena Dayse                  | Eduardo Richard                       |
| 7.ª temporada  | 2020 | Anna Paula Nico     | Hailton Arruda Heitor Cardoso | No tuvo                               |
| 8.ª temporada  | 2021 | Isabella Scherer    | Eduardo Prado                 | Kelyn Kuhn                            |
| 9.ª temporada  | 2022 | Lays Fernandes      | Fernanda Oliveira             | Rafael Barbosa                        |
| 10.ª temporada | 2023 | Ana Carolina Porto  | Wilton Duarte                 | Danilo Costa Luma Lage                |
| 11.ª temporada | 2024 | José Roberto Gomes  | Giorgia Paladini              | Andréia Kaupe Laura Melo Vitor Bittar |
| 12.ª temporada | 2025 | Bandera de ?        | Bandera de ?                  | Bandera de ?                          |

### Primera temporada
La primera temporada de MasterChef Brasil fue estrenada 2 de setiembre de 2014 y finalizó el 16 de diciembre de 2014, contó con 16 concursantes y 17 episodios, siendo la ganadora Elisa Fernandes, el segundo lugar Helena Manosso y el tercer lugar Luis Lima. El promedio general de audiencia fue de 5,3 puntos de índice de audiencia.

#### Concursantes
| Nombre              | Procedencia           | Edad    | Ocupación                     | Información                |
| ------------------- | --------------------- | ------- | ----------------------------- | -------------------------- |
| Elisa Fernandes     | Ribeirão Preto        | 24 años | Productora ejecutiva          | Ganadora                   |
| Helena Manosso (†)  | São Paulo             | 44 años | Ingeniera química             | 2.ª clasificada (duelista) |
| Luis Lima           | Teresina              | 31 años | Analista legal                | 3.º clasificado            |
| Mohamad Hindi Neto  | São Bernardo do Campo | 27 años | Empresario                    | 13.º eliminado             |
| Jaime Conceição     | São Paulo             | 30 años | Profesor de portugués         | 12.º eliminado             |
| Cecilia Padilha     | Río de Janeiro        | 33 años | Administradora de empresas    | 11.ª eliminada             |
| Flávio Takemoto     | São Paulo             | 29 años | Diseñador de movimiento       | 10.º eliminado             |
| Jamyly Monard       | Macapá                | 22 años | Estudiante                    | 9.ª eliminada              |
| Estefano Zaquini    | Santo André           | 19 años | Asistente de cerrajero        | 8.º eliminado              |
| Sandra Matarazzo    | São Paulo             | 30 años | Bloguera                      | 3.ª y 7.ª eliminada        |
| Martin Casilli      | Río de Janeiro        | 20 años | Estudiante                    | 6.º eliminado              |
| Lucio Manosso       | São Paulo             | 47 años | Ingeniero químico             | Abandono voluntario        |
| Bianca Bertolaccini | Mauá                  | 35 años | Actriz                        | 5.ª eliminada              |
| Isabella Britto     | Vitória               | 34 años | Consultora de ventas          | 4.ª eliminada              |
| Marli Rocha (†)     | Juiz de Fora          | 51 años | Jubilada                      | 2.ª eliminada              |
| Shlomi Asaf         | Rishon LeZion         | 39 años | Desarrollador de aplicaciones | 1.º eliminado              |

### Segunda temporada
La segunda temporada de MasterChef Brasil fue estrenada 19 de mayo de 2015 y finalizó el 15 de setiembre de 2015, contó con 18 concursantes y 16 episodios, siendo la ganadora Izabel Alvares, el segundo lugar Raul Lemos y el tercer lugar Jiang Pu.

#### Concursantes
| Nombre             | Procedencia    | Edad    | Ocupación                                | Información                |
| ------------------ | -------------- | ------- | ---------------------------------------- | -------------------------- |
| Izabel Alvares     | Río de Janeiro | 31 años | Productora de eventos                    | 6.ª eliminada y Ganadora   |
| Raul Lemos         | Santos         | 34 años | Publicista                               | 2.º clasificado (duelista) |
| Jiang Pu           | Yongzhou       | 26 años | Autónoma y estadística                   | 3.ª clasificada            |
| Cristiano Oliveira | Porto Seguro   | 37 años | Agente de tránsito                       | 16.º eliminado             |
| Fernando Kawasaki  | Parapuã        | 29 años | Publicista                               | 15.º eliminado             |
| Lucas Furtado      | São Roque      | 24 años | Estudiante                               | 14.º eliminado             |
| Sabrina Kanai      | Río de Janeiro | 29 años | Microempresaria                          | 13.ª eliminada             |
| Aritana Maroni     | São Paulo      | 36 años | Empresaria                               | 12.ª eliminada             |
| Marcos Baldassari  | São Paulo      | 34 años | Administrador                            | 11.º eliminado             |
| Carla Correia      | São Paulo      | 52 años | Consultora de entrenamiento conductual   | 10.ª eliminada             |
| Iranete Santana    | Salvador       | 47 años | Doméstica                                | 9.ª eliminada              |
| Murilo de Oliveira | Londrina       | 26 años | Analista de marketing                    | 8.º eliminado              |
| Gustavo Bicalho    | Belo Horizonte | 26 años | Abogado                                  | 7.º eliminado              |
| Hamilton Carvalho  | Brasília       | 47 años | Piloto de policía de helicópteros        | 5.º eliminado              |
| Rodrigo Serra      | São Paulo      | 41 años | Abogado                                  | 4.º eliminado              |
| Larissa Douat      | Araguari       | 26 años | Licenciada en relaciones internacionales | 3.ª eliminada              |
| Cássia Castro      | Cuiabá         | 18 años | Estudiante                               | 2.ª eliminada              |
| Patrizia Martins   | São Paulo      | 41 años | Artista plástica                         | 1.ª eliminada              |

### Tercera temporada
La tercera temporada de MasterChef Brasil fue estrenada 15 de marzo de 2016 y finalizó el 23 de agosto de 2016, contó con 21 concursantes y 25 episodios, siendo el ganador Leonardo Young, el segundo lugar Bruna Chaves y el tercer lugar Raquel Novais.

#### Concursantes
| Nombre                      | Procedencia    | Edad    | Ocupación               | Información                |
| --------------------------- | -------------- | ------- | ----------------------- | -------------------------- |
| Leonardo Young              | São Paulo      | 30 años | Empresario              | Ganador                    |
| Bruna Chaves                | Belo Horizonte | 29 años | Profesora               | 2.ª clasificada (duelista) |
| Raquel Novais               | Belo Horizonte | 33 años | Empresaria              | 3.ª clasificada            |
| Luriana Toledo              | Bebedouro      | 27 años | Fisioterapeuta          | 19.ª eliminada             |
| Fábio Nunes                 | Taquari        | 30 años | Modelo                  | 18.º eliminado             |
| Lee Fu Kuang                | Taipéi         | 56 años | Doctor e investigador   | 17.º eliminado             |
| Paula Salles                | Río de Janeiro | 33 años | Productora teatral      | 16.ª eliminada             |
| Aluísio Nahime              | Cajuru         | 32 años | Comerciante             | 15.º eliminado             |
| Pedro Lima                  | Teresópolis    | 27 años | Consultor de negocios   | 14.º eliminado             |
| Fernando Cavinato           | São Paulo      | 31 años | Analista de contraloría | 2.º y 13.º eliminado       |
| Thaiana Wosniak             | Guarapuava     | 31 años | Abogada y locutora      | 12.ª eliminada             |
| Gleice Simão                | São Paulo      | 20 años | Estudiante              | 8.ª y 11.ª eliminada       |
| Vanessa Vagnotti            | Vitória        | 46 años | Profesora de baile      | 10.ª eliminada             |
| Rodrigo Silva               | Río de Janeiro | 34 años | Policía                 | 9.º eliminado              |
| Livia Cathiard              | Río de Janeiro | 27 años | Productora              | 7.ª eliminada              |
| Guilherme Joventino         | Belo Horizonte | 37 años | Director comercial      | Abandono voluntario        |
| Nuno Codeço                 | Lisboa         | 37 años | Director financiero     | 6.º eliminado              |
| Gabriella Pálinkás          | São Paulo      | 26 años | Ingeniera química       | 5.ª eliminada              |
| Rodrigo "Tenente" Domingues | São Paulo      | 35 años | Gerente de producto     | 4.º eliminado              |
| Victor Castelo              | Salvador       | 27 años | Publicista              | 3.º eliminado              |
| Hellen Cruz                 | Osasco         | 29 años | Publicista              | 1.ª eliminada              |

### Cuarta temporada
La cuarta temporada de MasterChef Brasil fue estrenada 7 de marzo de 2017 y finalizó el 22 de agosto de 2017, contó con 21 concursantes y 25 episodios, siendo la ganadora Michele Crispim, el segundo lugar Deborah Werneck y el tercer lugar Valter Herzmann.

#### Concursantes
| Nombre                     | Procedencia           | Edad    | Ocupación                        | Información                |
| -------------------------- | --------------------- | ------- | -------------------------------- | -------------------------- |
| Michele Crispim            | Palhoça               | 27 años | Gerente de ventas                | Ganadora                   |
| Deborah Werneck            | Río de Janeiro        | 30 años | Asesora de inversiones           | 2.ª clasificada (duelista) |
| Valter Herzmann            | Florianópolis         | 40 años | Productor de eventos             | 3.º clasificado            |
| Victor Vieira              | Vitória               | 34 años | Director de marketing            | 20.º eliminado             |
| Leonardo Santos            | Ribeirão Preto        | 22 años | Publicista                       | 19.º eliminado             |
| Mirian Cobre               | São Paulo             | 57 años | Cirujana dental                  | 18.ª eliminada             |
| Vitor Bourguignon          | Curitiba              | 26 años | Empresario y cantante            | 8.º y 17.º eliminado       |
| Fabrizio Barata            | Salvador              | 39 años | Publicista                       | 16.º eliminado             |
| Ana Luiza Teixeira         | Iguatama              | 27 años | Estudiante de ciencias animales  | 15.ª eliminada             |
| Aderlize Martins           | Porto Alegre          | 38 años | Diseñadora de joyas              | 14.ª eliminada             |
| Yukontorn "Yuko" Tappabutt | Suphanburi            | 31 años | Profesora de idiomas y youtuber  | 13.ª eliminada             |
| Fernando Ferreira          | São Paulo             | 30 años | Supervisor de ventas             | 12.º eliminado             |
| Taise Spolti               | Taquara               | 27 años | Entrenadora personal             | 11.ª eliminada             |
| Nayane Barreto             | Brasília              | 26 años | Abogada                          | 9.ª y 10.ª eliminada       |
| Douglas Holler             | Ivoti                 | 25 años | Diseñador de curtiduría          | 7.º eliminado              |
| Caroline Martins           | Barretos              | 31 años | Investigadora de energía nuclear | 6.ª eliminada              |
| Abel Chang                 | Asunción              | 31 años | Director de marketing            | 5.º eliminado              |
| Natália Clementin          | São José do Rio Preto | 31 años | Periodista y bloguera            | 4.ª eliminada              |
| Roger Fernandes (†)        | Porto Alegre          | 26 años | Productor de eventos             | 3.º eliminado              |
| Luciana Braga              | Belo Horizonte        | 35 años | Directora de comunicación        | 2.ª eliminada              |
| Bruno Viotto               | Campinas              | 33 años | Economista                       | 1.º eliminado              |

### Quinta temporada
La quinta temporada de MasterChef Brasil fue estrenada 6 de marzo de 2018 y finalizó el 31 de julio de 2018, contó con 21 concursantes y 22 episodios, siendo la ganadora Maria Antônia Russi, el segundo lugar Hugo Merchan y el tercer lugar Eliane Ribeiro.

#### Concursantes
| Nombre              | Procedencia           | Edad    | Ocupación                | Información                                 |
| ------------------- | --------------------- | ------- | ------------------------ | ------------------------------------------- |
| Maria Antônia Russi | Porto Alegre          | 36 años | Sommelier                | Ganadora                                    |
| Hugo Merchan        | Marília               | 25 años | Cirujano dental          | 11.º eliminado y 2.º clasificado (duelista) |
| Eliane Ribeiro      | Ilhéus                | 29 años | Empresaria               | 3.ª clasificada                             |
| Thiago Gatto        | Río de Janeiro        | 35 años | Mayor en PMERJ           | 18.º eliminado                              |
| Katleen Lacerda     | Ituiutaba             | 24 años | Profesora de literatura  | 17.ª eliminada                              |
| Evandro Zanardo     | Tietê                 | 40 años | Sacerdote                | 16.º eliminado                              |
| Victor Hugo Garcia  | Otacílio Costa        | 35 años | Profesor de francés      | 16.º eliminado                              |
| Rita Bruning        | Florianópolis         | 51 años | Cirujana dental          | 15.ª eliminada                              |
| Vinícius Rossignoli | Goiânia               | 32 años | Consultor de marketing   | 14.º eliminado                              |
| Rui Morschel        | Curitiba              | 26 años | Ingeniero de producción  | 13.º eliminado                              |
| Ana Luíza Amaral    | Agudos                | 25 años | Asistente de oficina     | 8.ª y 12.ª eliminada                        |
| Aristeu Guimarães   | Imperatriz            | 33 años | Servidor público         | 10.º eliminado                              |
| Clarisse Duarte     | Belém                 | 27 años | Productora               | 9.ª eliminada                               |
| Angélica Lessa      | Carangola             | 41 años | Psicóloga                | 7.ª eliminada                               |
| Carlos Oliva        | São Paulo             | 53 años | Empresario               | Abandono voluntario                         |
| Kauê Pedroso        | São Paulo             | 31 años | Educador de arte         | 6.º eliminado                               |
| Crisleine Cardoso   | Fogo                  | 30 años | Modelo                   | 5.ª eliminada                               |
| Andressa Sanches    | São José do Rio Preto | 35 años | Empresaria               | 4.ª eliminada                               |
| Brissa Ioselli      | Mogi das Cruzes       | 28 años | Abogada                  | 3.ª eliminada                               |
| Tereza Amorim       | Recife                | 21 años | Estudiante de derecho    | 2.ª eliminada                               |
| Dalvio Barrichello  | São Paulo             | 34 años | Entrenador de baloncesto | 1.º eliminado                               |

### Sexta temporada
La sexta temporada de MasterChef Brasil fue estrenada 24 de marzo de 2019 y finalizó el 25 de agosto de 2019, contó con 19 concursantes y 22 episodios, siendo el ganador Rodrigo Massoni, el segundo lugar Lorena Dayse y el tercer lugar Eduardo Richard.

#### Concursantes
| Nombre            | Procedencia              | Edad    | Ocupación                      | Información                |
| ----------------- | ------------------------ | ------- | ------------------------------ | -------------------------- |
| Rodrigo Massoni   | Osasco                   | 33 años | Ingeniero ambiental            | Ganador                    |
| Lorena Dayse      | Teresina                 | 35 años | Enfermera                      | 2.ª clasificada (duelista) |
| Eduardo Richard   | Curitiba                 | 31 años | Abogado                        | 3.º clasificado            |
| Juliana Nicoli    | Guaratinguetá            | 35 años | Administradora del hospital    | 17.ª eliminada             |
| Haila Santuá      | Chapadão do Céu          | 25 años | Publicista                     | 16.ª eliminada             |
| Helton Oliveira   | Jacutinga                | 19 años | Estudiante                     | 8.º y 15.º eliminado       |
| Ecatharine Santos | Palmeiras                | 30 años | Profesora de danza del vientre | 14.ª eliminada             |
| Eduardo Mauad     | Barretos                 | 29 años | Doctor                         | 13.º eliminado             |
| Fernando Consoni  | Araras                   | 37 años | Arquitecto                     | 12.º eliminado             |
| Janaína Caetano   | Diadema                  | 38 años | Taróloga                       | 11.ª eliminada             |
| Weverton Barreto  | Araguari                 | 30 años | Ingeniero civil                | 10.º eliminado             |
| André Boratto     | Brasília                 | 42 años | Servidor público               | 9.º eliminado              |
| Renan Corrêa      | São Luís de Montes Belos | 31 años | Economista                     | 7.º eliminado              |
| Juliana Fraga     | Florianópolis            | 35 años | Analista de marketing          | 6.ª eliminada              |
| Natália Jorge     | Brasília                 | 27 años | Servidora publica              | 5.ª eliminada              |
| Marcus Lima       | São Paulo                | 41 años | Cirujano dental                | 4.º eliminado              |
| Rosana Gammaro    | São Paulo                | 62 años | Consultora de recursos humanos | 3.ª eliminada              |
| Carlos Augusto    | Boston                   | 41 años | Analista de TI                 | 2.º eliminado              |
| Imaculada Soares  | São Paulo                | 47 años | Gerente de ventas              | 1.ª eliminada              |

### Séptima temporada
La séptima temporada de MasterChef Brasil fue estrenada 14 de julio de 2020 y finalizó el 29 de diciembre de 2020, contó con 184 concursantes y 25 episodios, dividida en dos etapas: temprana y final. Siendo la ganadora Anna Paula Nico y el segundo lugar Hailton Arruda y Heitor Cardoso.

#### Concursantes
| Nombre                   | Procedencia                 | Edad    | Ocupación                                      | Información                                            |
| ------------------------ | --------------------------- | ------- | ---------------------------------------------- | ------------------------------------------------------ |
| Anna Paula Nico          | São Bernardo do Campo       | 49 años | Arquitecta                                     | Ganadora                                               |
| Hailton Arruda           | São Paulo                   | 29 años | Conductor de la aplicación                     | 2.º clasificado (duelista)                             |
| Heitor Cardoso           | Campinas                    | 28 años | Analista de sistemas                           | 2.º clasificado (duelista)                             |
| Fernanda Possi           | São Paulo                   | 36 años | Abogada                                        | 6.ª eliminada                                          |
| Laura Barbosa            | Ribeirão Preto              | 22 años | Bailarina de ballet                            | 6.ª eliminada                                          |
| Marina Lacerda           | Santos                      | 19 años | Estudiante                                     | 6.ª eliminada                                          |
| Dayanna Ferreira         | Jundiaí                     | 33 años | Ama de casa                                    | 5.ª eliminada                                          |
| Karoline Burunsizian     | São Paulo                   | 37 años | Capitán de la policía militar                  | 5.ª eliminada                                          |
| Luiz Henrique            | Santa Rita do Passo Quatro  | 32 años | Comprador de suministros quirúrgicos           | 5.º eliminado                                          |
| Rafaela Rissoli          | Adamantina                  | 24 años | Fotógrafa de comida                            | 5.ª eliminada                                          |
| Danila Campanella        | São Caetano do Sul          | 24 años | Arquitecta y urbanista                         | Eliminada en segundo (Ep. 5) y 4.ª eliminada           |
| Lucas Cicolin            | Limeira                     | 30 años | Ingeniero de producción                        | 4.º eliminado                                          |
| Paulo Henrique Shibata   | Cafelândia                  | 23 años | Estudiante                                     | 4.º eliminado                                          |
| Salvador Cordovil        | Taubaté                     | 58 años | Administrador de empresas                      | 4.º eliminado                                          |
| Adriana Schmidt          | Joinville                   | 50 años | Ama de casa                                    | 3.ª eliminada                                          |
| Claudio Assis            | Taubaté                     | 49 años | Publicista                                     | 3.º eliminado                                          |
| Danielle Barbosa         | Governador Valadares        | 31 años | Gerente de innovación                          | 3.ª eliminada                                          |
| Renata Martinez          | São Paulo                   | 28 años | Agente de desarrollo infantil                  | 3.ª eliminada                                          |
| Ronaldo Marchel          | São Paulo                   | 38 años | Ingeniero de marketing                         | 3.º eliminado                                          |
| Alessandra Maria         | Lambari                     | 48 años | Secretaria                                     | 2.ª eliminada                                          |
| Edson Junior             | Blumenau                    | 28 años | Empresario y influencer digital                | 2.º eliminado                                          |
| Lorayne Tinti            | Catanduva                   | 33 años | Monja y pedagoga                               | 2.ª eliminada                                          |
| Thiago Monteiro          | Sorocaba                    | 27 años | Publicista                                     | 2.º eliminado                                          |
| Luiz Carlos              | São Paulo                   | 31 años | Corredor de bienes raíces                      | 1.º eliminado                                          |
|                          |                             |         |                                                |                                                        |
| Renan Nagao              | São Paulo                   | 28 años | Analista de marketing                          | 3.º eliminado (Ep. 3) y eliminado en segundo (Ep. 24)  |
| Francielle Soares        | Estância                    | 29 años | Técnica de seguridad en el trabajo             | 2.ª eliminada (Ep. 12) y 3.ª eliminada (Ep. 24)        |
| João Vítor Marcon        | Laranjal Paulista           | 21 años | Estudiante de historia                         | 2.º eliminado (Ep. 17) y 3.º eliminado (Ep. 24)        |
| Pablo Árias              | São Paulo                   | 40 años | Agente de viajes                               | 2.º eliminado (Ep. 18) y 3.º eliminado (Ep. 24)        |
| Eliane "Li Bombom" Cunha | São Paulo                   | 44 años | Estilista                                      | Eliminada en segundo (Ep. 21) y 2.ª eliminada (Ep. 24) |
| Cilene Chioatto          | Bragança Paulista           | 59 años | Granjera                                       | 2.ª eliminada (Ep. 1) y 1.ª eliminada (Ep. 24)         |
| Mauricio Romão           | São Paulo                   | 39 años | Pescadero                                      | 2.º eliminado (Ep. 7) y 1.º eliminado (Ep. 24)         |
|                          |                             |         |                                                |                                                        |
| Daniela Pandolfo         | São Paulo                   | 44 años | Organizadora personal                          | Eliminada en segundo (Ep. 23)                          |
| Bruna Paz                | São Paulo                   | 28 años | Analista de productos bancarios                | 2.ª eliminada (Ep. 23)                                 |
| Flávia Souza             | Campinas                    | 26 años | Empresaria                                     | 2.ª eliminada (Ep. 23)                                 |
| Marcelo Lopes            | São Caetano do Sul          | 24 años | Analista de servicios                          | 2.º eliminado (Ep. 23)                                 |
| Vinícius Cicco           | Sorocaba                    | 27 años | Ingeniero civil                                | 2.º eliminado (Ep. 23)                                 |
| Antonio Junior Videira   | São Paulo                   | 43 años | Profesor de teología                           | 1.º eliminado (Ep. 23)                                 |
| Luciano Medeiros         | Castanhal                   | 28 años | Técnico en acuicultura                         | 1.º eliminado (Ep. 23)                                 |
|                          |                             |         |                                                |                                                        |
| Marcelo Carvalheiro      | São Paulo                   | 47 años | Desarrollador de software                      | Eliminado en segundo (Ep. 22)                          |
| Marilaura Deboni         | La Paloma                   | 30 años | Ama de casa                                    | 2.ª eliminada (Ep. 22)                                 |
| Patrícia Hopf            | São Paulo                   | 39 años | Administradora de empresas                     | 2.ª eliminada (Ep. 22)                                 |
| Alex Porto               | Jundiaí                     | 30 años | Ejecutivo de ventas                            | 1.º eliminado (Ep. 22)                                 |
| Giovanna Krausz          | São Paulo                   | 22 años | Estudiante de arquitectura                     | 1.ª eliminada (Ep. 22)                                 |
| Marco Tomei              | São Paulo                   | 38 años | Abogado                                        | 1.º eliminado (Ep. 22)                                 |
| Selma Barbosa            | Francisco Alves             | 47 años | Pedagoga                                       | 1.ª eliminada (Ep. 22)                                 |
|                          |                             |         |                                                |                                                        |
| Josiane Lima             | São Paulo                   | 28 años | Stylist                                        | 3.ª eliminada (Ep. 21)                                 |
| Gilson Tiago Costa       | Belo Horizonte              | 33 años | Administrador                                  | 2.º eliminado (Ep. 21)                                 |
| Ricardo França           | São Caetano do Sul          | 53 años | Gerente de seguridad                           | 2.º eliminado (Ep. 21)                                 |
| Wagner Nunes             | Campo Mourão                | 31 años | Promotor de eventos                            | 2.º eliminado (Ep. 21)                                 |
| Stephany Cristine        | São Paulo                   | 22 años | Artista y modelo                               | 1.ª eliminada (Ep. 21)                                 |
| Tifanny Silva            | Uberaba                     | 21 años | Técnica en nutrición y dietética               | 1.ª eliminada (Ep. 21)                                 |
|                          |                             |         |                                                |                                                        |
| Nayara Bonin             | Montes Claros               | 34 años | Ama de casa                                    | Eliminada en segundo (Ep. 20)                          |
| Ivana Tosi               | Río de Janeiro              | 48 años | Conductora de camioneta escolar                | 2.ª eliminada (Ep. 20)                                 |
| Daiana Baltor            | São Paulo                   | 33 años | Gerente de marketing                           | 1.ª eliminada (Ep. 20)                                 |
| Kaio Chahad              | São Paulo                   | 34 años | Arquitecto del hospital                        | 1.º eliminado (Ep. 20)                                 |
| Marcela Saravy           | Arapongas                   | 29 años | Estilista                                      | 1.ª eliminada (Ep. 20)                                 |
| Pedro Gebert             | Jundiaí                     | 18 años | Estudiante                                     | 1.º eliminado (Ep. 20)                                 |
| Ricardo Freitas          | São Paulo                   | 42 años | Vendedor                                       | 1.º eliminado (Ep. 20)                                 |
|                          |                             |         |                                                |                                                        |
| Renan Bergamo            | Águas de Lindóia            | 32 años | Piloto de avión                                | Eliminado en segundo (Ep. 19)                          |
| Renato Nogueira          | Pindamonhangaba             | 34 años | Ingeniero ambiental                            | 3.º eliminado (Ep. 19)                                 |
| Caroline Merone          | Americana                   | 41 años | Empresaria y profesora de inglés               | 2.ª eliminada (Ep. 19)                                 |
| Diliagni Tellez          | Santiago de Cuba            | 41 años | Doctora                                        | 2.ª eliminada (Ep. 19)                                 |
| Mariana Volante          | São Paulo                   | 30 años | Nutricionista                                  | 2.ª eliminada (Ep. 19)                                 |
| Simone Raucci            | Ivrea                       | 40 años | Bailarino de tango argentino                   | 2.º eliminado (Ep. 19)                                 |
| Fernando Garcia          | São Paulo                   | 41 años | Técnico de radiología                          | 1.º eliminado (Ep. 19)                                 |
|                          |                             |         |                                                |                                                        |
| André Villalba           | Cotia                       | 27 años | Ingeniero forestal                             | 3.º eliminado (Ep. 18)                                 |
| Camila Bomfim            | Santos                      | 31 años | Técnica de enfermaje                           | 3.ª eliminada (Ep. 18)                                 |
| Natan Santiago           | São Paulo                   | 29 años | Estudiante de marketing                        | 3.º eliminado (Ep. 18)                                 |
| Hendrick Karg            | São Paulo                   | 34 años | Perito criminal                                | 1.º eliminado (Ep. 18)                                 |
| Priscilla Khayat         | São Paulo                   | 44 años | Modelo                                         | 1.ª eliminada (Ep. 18)                                 |
| Vilma Warner             | São Paulo                   | 69 años | Actriz                                         | 1.ª eliminada (Ep. 18)                                 |
|                          |                             |         |                                                |                                                        |
| Rafaela Ferraz           | Barra Bonita                | 33 años | Empresaria                                     | Eliminada en segundo (Ep. 17)                          |
| Camila Gonçalves         | São Paulo                   | 28 años | Analista de marketing digital                  | 3.ª eliminada (Ep. 17)                                 |
| Aylton Manuel            | Luanda                      | 26 años | Asistente de tienda y bailarino                | 1.º eliminado (Ep. 17)                                 |
| Luiz Nishi               | Guarulhos                   | 24 años | Estudiante de medicina                         | 1.º eliminado (Ep. 17)                                 |
| Marcio Silveira          | Santos                      | 40 años | Ingeniero                                      | 1.º eliminado (Ep. 17)                                 |
| Mirelle Affonso          | Mogi das Cruzes             | 48 años | Ama de casa                                    | 1.ª eliminada (Ep. 17)                                 |
|                          |                             |         |                                                |                                                        |
| Alison Pereira           | Suzano                      | 30 años | Periodista                                     | 3.º eliminado (Ep. 16)                                 |
| Ailton Barros            | Suzano                      | 33 años | Actor                                          | 3.º eliminado (Ep. 16)                                 |
| André Miyashita          | Araçatuba                   | 28 años | Ingeniero agrónomo                             | 3.º eliminado (Ep. 16)                                 |
| Fábio Buarque            | São Paulo                   | 44 años | Asistente de ventas                            | 3.º eliminado (Ep. 16)                                 |
| Jéssica Freitas          | Diadema                     | 31 años | Sommelier                                      | 3.ª eliminada (Ep. 16)                                 |
| Marilena Lessa           | Livramento de Nossa Senhora | 59 años | Enfermera                                      | 2.ª eliminada (Ep. 16)                                 |
| Raquel Vallerini         | Piracicaba                  | 36 años | Artista                                        | 1.ª eliminada (Ep. 16)                                 |
|                          |                             |         |                                                |                                                        |
| Marcos Vinicius          | São Paulo                   | 35 años | Coreógrafo                                     | Eliminado en segundo (Ep. 15)                          |
| Luiz Azevedo             | Campinas                    | 63 años | Empresario                                     | 2.º eliminado (Ep. 15)                                 |
| Millena Marchesano       | Río de Janeiro              | 28 años | Banquera                                       | 2.ª eliminada (Ep. 15)                                 |
| Pedro Baraldi            | São Paulo                   | 23 años | Estudiante                                     | 2.º eliminado (Ep. 15)                                 |
| Renan Lira               | Belém                       | 31 años | Gerente minorista                              | 2.º eliminado (Ep. 15)                                 |
| Janice de Sousa          | Guarulhos                   | 37 años | Gerente de motel                               | 1.ª eliminada (Ep. 15)                                 |
| Juliana Silvestre        | São Paulo                   | 39 años | Ama de casa                                    | 1.ª eliminada (Ep. 15)                                 |
|                          |                             |         |                                                |                                                        |
| Yulia Lee                | Seúl                        | 46 años | Ama de casa                                    | Eliminada en segundo (Ep. 14)                          |
| Wilker Branco            | Vitória da Conquista        | 18 años | Asistente de mercado                           | 3.º eliminado (Ep. 14)                                 |
| Fábio Oliveira           | São Paulo                   | 37 años | Gerente del departamento técnico               | 2.º eliminado (Ep. 14)                                 |
| Jessica Aronis           | São Paulo                   | 30 años | Modelo                                         | 2.ª eliminada (Ep. 14)                                 |
| Marcela Zinsly           | Piracicaba                  | 40 años | Publicista                                     | 2.ª eliminada (Ep. 14)                                 |
| Guilherme Arap           | São Paulo                   | 18 años | Estudiante de ingeniería química               | 1.º eliminado (Ep. 14)                                 |
| Priscila Teló            | Assis                       | 30 años | Ama de casa                                    | 1.ª eliminada (Ep. 14)                                 |
|                          |                             |         |                                                |                                                        |
| Felipe Pierami           | Jundiaí                     | 27 años | Ingeniero naval                                | Eliminado en segundo (Ep. 13)                          |
| Marco Anarco             | Santa Mariana               | 56 años | Estilista                                      | 2.º eliminado (Ep. 13)                                 |
| Natalie Lacerda          | São Paulo                   | 33 años | Analista de impuestos                          | 2.ª eliminada (Ep. 13)                                 |
| Rafael Henrique          | São Paulo                   | 29 años | Modelo                                         | 2.º eliminado (Ep. 13)                                 |
| Beatriz Oliviera         | Santo André                 | 25 años | Youtuber                                       | 1.ª eliminada (Ep. 13)                                 |
| Maria Inês Pierami       | Fartura                     | 54 años | Dentista                                       | 1.ª eliminada (Ep. 13)                                 |
| Thiago Chodrawí          | São Paulo                   | 35 años | Publicista                                     | 1.º eliminado (Ep. 13)                                 |
|                          |                             |         |                                                |                                                        |
| Arthemus Savioli         | Guaratinguetá               | 41 años | Publicista                                     | 2.º eliminado (Ep. 12)                                 |
| Tryanda Verenna          | São Paulo                   | 35 años | Agente de viajes                               | 2.º eliminado (Ep. 12)                                 |
| Almir Coutinho           | Brasília                    | 41 años | Analista de sistemas                           | 1.º eliminado (Ep. 12)                                 |
| Luiz Aburad              | São Paulo                   | 28 años | Nutricionista y coordinador de asuntos médicos | 1.º eliminado (Ep. 12)                                 |
| Márcia Zampieri          | Curitiba                    | 52 años | Empresaria                                     | 1.ª eliminada (Ep. 12)                                 |
| Margarida Arcebispo      | Manhumirim                  | 71 años | Jubilada                                       | 1.ª eliminada (Ep. 12)                                 |
|                          |                             |         |                                                |                                                        |
| Ana Claudia Silva        | Guarulhos                   | 35 años | Profesora y empresaria                         | Eliminada en segundo (Ep. 11)                          |
| Ângelo Henrique          | Araçatuba                   | 26 años | Director de operaciones                        | 2.º eliminado (Ep. 11)                                 |
| Aquiles Almeida          | Carrancas                   | 19 años | Logística                                      | 2.º eliminado (Ep. 11)                                 |
| Regiane Musa             | São Paulo                   | 47 años | Diseñador industrial                           | 2.ª eliminada (Ep. 11)                                 |
| Anna Elisa Valadão       | Río Claro                   | 30 años | Desempleada                                    | 1.ª eliminada (Ep. 11)                                 |
| Marcelle Tittz           | São Paulo                   | 32 años | Administradora de bienes raíces                | 1.ª eliminada (Ep. 11)                                 |
| Mateus Ximenes           | Sete Lagoas                 | 27 años | Ingeniero civil                                | 1.º eliminado (Ep. 11)                                 |
|                          |                             |         |                                                |                                                        |
| Pâmela Ferreira          | Belém                       | 33 años | Graduada en relaciones internacionales         | Eliminada en segundo (Ep. 10)                          |
| Bruno Iago               | Camaçari                    | 27 años | Asistente de telemarketing                     | 2.º eliminado (Ep. 10)                                 |
| Rosana de Castro         | Fortaleza                   | 55 años | Ama de casa                                    | 2.ª eliminada (Ep. 10)                                 |
| Gabriel Lopes            | Teixeira de Freitas         | 32 años | Cardiólogo                                     | 1.º eliminado (Ep. 10)                                 |
| Karina Martins           | Peruíbe                     | 33 años | Profesora universitaria                        | 1.ª eliminada (Ep. 10)                                 |
| Roberta Alves            | São Paulo                   | 39 años | Profesora                                      | 1.ª eliminada (Ep. 10)                                 |
| Thalles Garbin           | São Paulo                   | 28 años | Fotógrafo                                      | 1.º eliminado (Ep. 10)                                 |
|                          |                             |         |                                                |                                                        |
| Gerson Steves            | São Paulo                   | 59 años | Profesor de teatro e historia del arte         | Eliminado en segundo (Ep. 9)                           |
| André Vieira             | Santo André                 | 21 años | Decorador de fiestas                           | 2.º eliminado (Ep. 9)                                  |
| Luciana Lorenzetti       | Campinas                    | 51 años | Ama de casa                                    | 2.ª eliminada (Ep. 9)                                  |
| Priscila Dias            | Guarulhos                   | 37 años | Auxiliar de enfermería                         | 2.ª eliminada (Ep. 9)                                  |
| Renato Igor              | São Paulo                   | 34 años | Asistente de ingeniería civil                  | 2.º eliminado (Ep. 9)                                  |
| Tatiana Meca             | São Paulo                   | 22 años | Estudiante de arquitectura                     | 1.ª eliminada (Ep. 9)                                  |
| Vanderlane Martins       | Malhada de Pedras           | 30 años | Manicurista                                    | 1.ª eliminada (Ep. 9)                                  |
|                          |                             |         |                                                |                                                        |
| André Barreto            | Fortaleza                   | 43 años | Empresario                                     | Eliminado en segundo (Ep. 8)                           |
| Amanda Dias              | São Paulo                   | 31 años | Diseñadora de bio-joyas                        | 4.ª eliminada (Ep. 8)                                  |
| Ana Cavalieri            | São Paulo                   | 26 años | Diseñadora e ilustradora                       | 4.ª eliminada (Ep. 8)                                  |
| Kefferson "Keff" Pinto   | Alfredo Chaves              | 30 años | Arquitecto                                     | 4.º eliminado (Ep. 8)                                  |
| Teresa Cristina          | Salvador                    | 39 años | Diseñadora de vestuario                        | 3.ª eliminada (Ep. 8)                                  |
| Sidney Costa             | São José dos Campos         | 51 años | Pastor                                         | 2.º eliminado (Ep. 8)                                  |
| Gabriel Pithon           | São Paulo                   | 23 años | Dentista                                       | 1.º eliminado (Ep. 8)                                  |
|                          |                             |         |                                                |                                                        |
| Andrew Bean              | Beverley                    | 53 años | Autónomo                                       | Eliminado en segundo (Ep. 7)                           |
| Camila Martins           | Cascavel                    | 31 años | Nutricionista                                  | 2.ª eliminada (Ep. 7)                                  |
| Amanda Chaves            | Socorro                     | 28 años | Consultora académica                           | 1.ª eliminada (Ep. 7)                                  |
| Denis Honda              | Presidente Prudente         | 32 años | Empresario                                     | 1.º eliminado (Ep. 7)                                  |
| Patrick Bannwart         | Campinas                    | 31 años | Maestro cervecero                              | 1.º eliminado (Ep. 7)                                  |
| Tathianne Lemos          | São Paulo                   | 46 años | Ama de casa                                    | 1.ª eliminada (Ep. 7)                                  |
|                          |                             |         |                                                |                                                        |
| Giovanna Gava            | São Paulo                   | 25 años | Economista                                     | 2.ª eliminada (Ep. 6)                                  |
| Gisele Camargos          | São Paulo                   | 45 años | Analista de sistemas                           | 2.ª eliminada (Ep. 6)                                  |
| Joelma Batista           | Presidente Venceslau        | 33 años | Funcionaria pública y estudiante de derecho    | 2.ª eliminada (Ep. 6)                                  |
| Beatriz Silveira         | Criciúma                    | 39 años | Profesora de educación física                  | 1.ª eliminada (Ep. 6)                                  |
| Clodoaldo Santelo        | Goioerê                     | 45 años | Técnico de seguridad en el trabajo             | 1.º eliminado (Ep. 6)                                  |
| Mayara Lago              | São Paulo                   | 33 años | Vendedora                                      | 1.ª eliminada (Ep. 6)                                  |
| Pedro Tarcitani          | Santo André                 | 18 años | Estudiante                                     | 1.º eliminado (Ep. 6)                                  |
|                          |                             |         |                                                |                                                        |
| Arley Silva              | São Paulo                   | 27 años | Profesor de cultura religiosa                  | 2.º eliminado (Ep. 5)                                  |
| Débora Buchrieser        | Porto Alegre                | 36 años | Joyera                                         | 2.ª eliminada (Ep. 5)                                  |
| Iraí Martins             | Fortaleza                   | 49 años | Administrador                                  | 2.º eliminado (Ep. 5)                                  |
| Eduardo Mizuta           | São Paulo                   | 37 años | Policía civil                                  | 1.º eliminado (Ep. 5)                                  |
| Jéssica Pierre           | Campinas                    | 28 años | Publicista                                     | 1.ª eliminada (Ep. 5)                                  |
| Sabrina Biekarck         | São Paulo                   | 41 años | Gerente administrativa                         | 1.ª eliminada (Ep. 5)                                  |
|                          |                             |         |                                                |                                                        |
| Ana Paula Calvo          | São Paulo                   | 37 años | Ama de casa                                    | 2.ª eliminada (Ep. 4)                                  |
| Marcely Guedes           | Carangola                   | 45 años | Comerciante                                    | 2.ª eliminada (Ep. 4)                                  |
| Renato Bueno             | São Paulo                   | 38 años | Periodista                                     | 2.º eliminado (Ep. 4)                                  |
| Ana Carolina do Carmo    | Marília                     | 27 años | Funcionaria pública                            | 1.ª eliminada (Ep. 4)                                  |
| Artur Iura               | São Paulo                   | 32 años | Empresario y profesor universitario            | 1.º eliminado (Ep. 4)                                  |
| Gabriela Souza           | São Paulo                   | 28 años | Especialista en investigación                  | 1.ª eliminada (Ep. 4)                                  |
| Marcos Leandro           | Santos                      | 42 años | Ingeniero eléctrico                            | 1.º eliminado (Ep. 4)                                  |
|                          |                             |         |                                                |                                                        |
| Fernanda Demori          | Marília                     | 29 años | Banquera                                       | 4.ª eliminada (Ep. 3)                                  |
| Juliana Arraes           | Passos                      | 36 años | Estilista de ropa interior                     | 4.ª eliminada (Ep. 3)                                  |
| Sara Monique             | Cosmópolis                  | 35 años | Gerente de marketing                           | 2.ª eliminada (Ep. 3)                                  |
| Pedro Henrique           | São Paulo                   | 36 años | Farmaceuta                                     | 1.º eliminado (Ep. 3)                                  |
| Tiago Vinícius           | Osasco                      | 28 años | Analista de datos                              | 1.º eliminado (Ep. 3)                                  |
| Valter Galvão            | São Paulo                   | 60 años | Empresario                                     | 1.º eliminado (Ep. 3)                                  |
|                          |                             |         |                                                |                                                        |
| Eduardo Vicente          | Niterói                     | 29 años | Empresario                                     | 3.º eliminado (Ep. 2)                                  |
| Fernanda Lee             | Presidente Prudente         | 22 años | Empresaria                                     | 3.ª eliminada (Ep. 2)                                  |
| Jordana Busse            | Divinópolis                 | 36 años | Profesora de ballet                            | 3.ª eliminada (Ep. 2)                                  |
| Paloma Angelo            | Mogi das Cruzes             | 34 años | Bailarina de pole dance                        | 2.ª eliminada (Ep. 2)                                  |
| Wesley Miranda           | Salvador                    | 27 años | Director de arte y DJ                          | 2.º eliminado (Ep. 2)                                  |
| Leonardo Gonçalves       | Campos do Jordão            | 27 años | Seguridad                                      | 1.º eliminado (Ep. 2)                                  |
| Rubens Pospi             | São Bernardo do Campo       | 52 años | Gerente de cuentas                             | 1.º eliminado (Ep. 2)                                  |
|                          |                             |         |                                                |                                                        |
| Claudia Alves            | Remanso                     | 39 años | Gerente administrativa                         | Eliminada en segundo (Ep. 1)                           |
| Cecília Ramos (†)        | São Paulo                   | 40 años | Gerente financiera                             | 2.ª eliminada (Ep. 1)                                  |
| Jessica Cinat            | Osasco                      | 29 años | Gerente de entrenamiento                       | 2.ª eliminada (Ep. 1)                                  |
| Saulo Sampaio            | Serra                       | 27 años | Analista de marketing                          | 2.º eliminado (Ep. 1)                                  |
| Ali Philipe Dourado      | Rondon do Pará              | 26 años | Empresario                                     | 1.º eliminado (Ep. 1)                                  |
| Thiago Medeiros          | Itanhaém                    | 35 años | Músico                                         | 1.º eliminado (Ep. 1)                                  |

### Octava temporada
La octava temporada de MasterChef Brasil fue estrenada 6 de julio de 2021 y finalizó el 14 de diciembre de 2021, contó con 23 concursantes y 24 episodios, siendo la ganadora Isabella Scherer, el segundo lugar Eduardo Prado y el tercer lugar Kelyn Kuhn.

#### Concursantes
| Nombre                | Procedencia            | Edad    | Ocupación                | Información                |
| --------------------- | ---------------------- | ------- | ------------------------ | -------------------------- |
| Isabella Scherer      | Florianópolis          | 25 años | Actriz                   | Ganadora                   |
| Eduardo Prado         | São Paulo              | 19 años | Estudiante universitario | 2.º clasificado (duelista) |
| Kelyn Kuhn            | Canarana               | 28 años | Abogada                  | 3.ª clasificada (duelista) |
| Daphne Sonnenschein   | São Paulo              | 19 años | Monopatinadora           | 22.ª eliminada             |
| Tiago Souto           | Brasília               | 36 años | Publicista               | 6.º y 21.º eliminado       |
| Heitor Cardoso        | Campinas               | 30 años | Analista de sistemas     | 20.º eliminado             |
| Helena Furtado        | São João Nepomuceno    | 43 años | Periodista               | 13.ª y 19.ª eliminada      |
| Luiz Horta            | Río de Janeiro         | 31 años | Analista financiero      | 18.º eliminado             |
| Ana Paula Bettinelli  | David Canabarro        | 30 años | Terapeuta del lenguaje   | 17.ª eliminada             |
| Raquel Fonseca        | Salvador               | 35 años | Analista financiera      | 16.ª eliminada             |
| Márcio Cabral         | São Paulo              | 52 años | Profesor                 | 15.º eliminado             |
| José Sergio da Silva  | Canhotinho             | 50 años | Representante de ventas  | 14.º eliminado             |
| Pedro Scapini         | Campos Novos           | 29 años | Arquitecto               | 12.º eliminado             |
| Amanda Azeredo        | Río de Janeiro         | 26 años | Diseñadora de interiores | 11.ª eliminada             |
| Renato Nogueira       | Pindamonhangaba        | 35 años | Ingeniero ambiental      | 10.º eliminado             |
| André Serra           | São Paulo              | 32 años | Empresario               | 9.º eliminado              |
| Juliana Arraes        | Passos                 | 37 años | Emprendedora             | 8.ª eliminada              |
| Cristina Edite        | São Sebastião do Passé | 51 años | Coordinadora pedagógica  | 7.ª eliminada              |
| Antônio Carlos Soares | Maceió                 | 23 años | Analista de marketing    | 5.º eliminado              |
| Juliana Nardelli      | Taubaté                | 46 años | Estilista                | 4.ª eliminada              |
| Ana Karina Teles      | Recife                 | 40 años | Doctora                  | 3.ª eliminada              |
| Gabriel Carlin        | Andradas               | 19 años | Pasante                  | 2.º eliminado              |
| Bernardo Mattos       | Río de Janeiro         | 40 años | Empresario               | 1.º eliminado              |

### Novena temporada
La novena temporada de MasterChef Brasil fue estrenada 17 de mayo de 2022 y finalizó el 6 de septiembre de 2022, contó con 16 concursantes y 17 episodios, siendo la ganadora Lays Fernandes, el segundo lugar Fernanda Oliveira y el tercer lugar Rafael Barbosa.

#### Concursantes
| Nombre            | Procedencia         | Edad    | Ocupación                                 | Información                                |
| ----------------- | ------------------- | ------- | ----------------------------------------- | ------------------------------------------ |
| Lays Fernandes    | São Paulo           | 29 años | Diseñadora de experiencia de usuario      | Ganadora                                   |
| Fernanda Oliveira | Uberlândia          | 29 años | Ingeniera civil                           | 1.ª eliminada y 2.ª clasificada (duelista) |
| Rafael Barbosa    | Río de Janeiro      | 23 años | Gamer                                     | 3.º clasificado                            |
| Renato Mendes     | Capitão Poço        | 33 años | Agente de saneamiento básico              | 14.º eliminado                             |
| Melina Andrade    | Salvador            | 29 años | Estudiante de letras                      | 13.ª eliminada                             |
| Jason Souza       | Florianópolis       | 40 años | Empresario                                | 12.º eliminado                             |
| Fernando Presto   | São Paulo           | 36 años | Artesano y vendedor de productos eróticos | 11.º eliminado                             |
| Edleide Araújo    | São Luís            | 42 años | Ama de casa                               | 10.ª eliminada                             |
| Paraskevi Kotta   | Tesalónica          | 51 años | Organizadora de eventos                   | 9.ª eliminada                              |
| Bruno Nogueira    | Barroso             | 34 años | Cirujano dentista                         | 8.º eliminado                              |
| Daniel Ferreira   | Paulínia            | 41 años | Gerente de ventas                         | 7.º eliminado                              |
| Mário Santelli    | Niterói             | 33 años | Veterinario                               | 6.º eliminado                              |
| Adílio Gomes      | Pirenópolis         | 29 años | Misionero                                 | 5.º eliminado                              |
| Larissa Soares    | Belo Horizonte      | 24 años | Veterinaria                               | 4.ª eliminada                              |
| Mitiko Hori       | Presidente Prudente | 38 años | Dentista                                  | 3.ª eliminada                              |
| Genesca Souza     | São Borja           | 40 años | Cosmetóloga                               | 2.ª eliminada                              |

### Décima temporada
La décima temporada de MasterChef Brasil fue estrenada 2 de mayo de 2023 y finalizó el 12 de septiembre de 2023, contó con 18 concursantes y 20 episodios, siendo la ganadora Ana Carolina Porto, el segundo lugar Wilton Duarte y el tercer lugar Danilo Costa y Luma Lage.

#### Concursantes
| Nombre             | Procedencia             | Edad    | Ocupación                  | Información                     |
| ------------------ | ----------------------- | ------- | -------------------------- | ------------------------------- |
| Ana Carolina Porto | São Paulo               | 33 años | Perforadora de cuerpo      | Ganadora                        |
| Wilton Duarte      | Santo Anastácio         | 26 años | Profesor                   | 2.e clasificade (duelista)      |
| Danilo Costa       | Gonçalves               | 39 años | Conductor de camión        | 2.º eliminado y 3.º clasificado |
| Luma Lage          | Pará de Minas           | 24 años | Artista visual y tatuadora | 3.ª clasificada                 |
| Jucyléia Machado   | Itajaí                  | 57 años | Administradora             | 15.ª eliminada                  |
| Emanuel Sávio      | Serra Talhada           | 30 años | Analista de marketing      | 14.º eliminado                  |
| Dielen Ferreira    | Santa Vitória do Palmar | 24 años | Ganadera                   | 13.ª eliminada                  |
| Gizele Divino      | Río Bonito              | 37 años | Cantante                   | 12.ª eliminada                  |
| Lucas Seiji        | São Mateus              | 28 años | Ingeniero de producción    | 11.º eliminado                  |
| Stephanie Etzel    | São Paulo               | 31 años | Directora creativa         | 10.ª eliminada                  |
| Leonardo Giglio    | Fortaleza               | 32 años | Productor rural            | 9.º eliminado                   |
| Ashanti Beal       | Florianópolis           | 38 años | Actriz y modelo            | 8.ª eliminada                   |
| Endrik Rafael      | Americana               | 32 años | Pastor y diseñador         | 7.º eliminado                   |
| Camila Barreto     | Duque de Caxias         | 31 años | Modelo                     | 6.ª eliminada                   |
| Mariane Souza      | Serrana                 | 29 años | Banquera                   | 5.ª eliminada                   |
| Diego Lima         | Río de Janeiro          | 25 años | Militar de la marina       | 4.º eliminado                   |
| Eduardo Riba       | Joinville               | 31 años | Electricista               | 3.º eliminado                   |
| Neylano Vieira     | Manaus                  | 19 años | Estudiante                 | 1.º eliminado                   |

### Décima primera temporada
La décima primera temporada de MasterChef Brasil fue estrenada 28 de mayo de 2024 y finalizó el 12 de noviembre de 2024, contó con 23 concursantes y 25 episodios, siendo el ganador José Roberto Gomes, el segundo lugar Giorgia Paladini y el tercer lugar Andréia Kaupe, Laura Melo y Vitor Bittar.

#### Concursantes
| Nombre               | Procedencia            | Edad    | Ocupación                  | Información                      |
| -------------------- | ---------------------- | ------- | -------------------------- | -------------------------------- |
| José Roberto Gomes   | Natal                  | 46 años | Analista                   | Ganador                          |
| Giorgia Paladini     | Blumenau               | 24 años | Periodista                 | 2.ª clasificada (duelista)       |
| Andréia Kaupe        | São Sepé               | 44 años | Gerente financiera         | 10.ª eliminada y 3.ª clasificada |
| Laura Melo           | Vitória                | 23 años | Sommelier                  | 3.ª clasificada                  |
| Vitor Bittar         | Juiz de Fora           | 29 años | Doctor                     | 3.º clasificado                  |
| Pâmela Meirelles     | Campinas               | 42 años | Fotógrafa                  | 20.ª eliminada                   |
| Vinícius de Oliveira | São Paulo              | 31 años | Gerente general            | 19.º eliminado                   |
| Larissa Porto        | Governador Celso Ramos | 25 años | Manicura                   | 9.ª y 18.ª eliminada             |
| Gabriela Paveloski   | Bauru                  | 28 años | Bartender                  | 17.ª eliminada                   |
| Roberto Icizuca      | São Paulo              | 55 años | Anunciante                 | 16.º eliminado                   |
| João Vitor Klausem   | Governador Celso Ramos | 23 años | Comunicador                | 15.º eliminado                   |
| Pietro Ferrari       | São Paulo              | 27 años | Administrador de empresas  | 14.º eliminado                   |
| Gabriela Cunha       | Goiânia                | 35 años | Peluquera                  | 13.ª eliminada                   |
| Lucas Casertani      | São Paulo              | 29 años | Diseñador gráfico          | 12.º eliminado                   |
| Alzileide Gomes      | Manaus                 | 40 años | Inspectora escolar         | 11.ª eliminada                   |
| Karine Lima          | Belo Horizonte         | 33 años | Diseñadora                 | 8.ª eliminada                    |
| Juan Cariuchi        | Petrópolis             | 27 años | Biólogo y nutricionista    | 7.º eliminado                    |
| Thaissa Bechimura    | Río de Janeiro         | 33 años | Estilista y guía turística | 6.ª eliminada                    |
| Renata Britto        | Itutinga               | 54 años | Ama de casa                | 5.ª eliminada                    |
| Thais Fernanda       | Cunha Porã             | 29 años | Radióloga forense          | 4.ª eliminada                    |
| José Jefferson Gomes | Surubim                | 33 años | Profesor de historia       | 3.º eliminado                    |
| Riad Altinawi        | Damasco                | 21 años | Estudiante de medicina     | 2.º eliminado                    |
| Rafaela Carvalho     | Salvador               | 36 años | Empresaria                 | 1.ª eliminada                    |

### Décima segunda temporada
La décima segunda temporada de MasterChef Brasil fue estrenada 27 de mayo de 2025, contó con 18 concursantes y 15 episodios.

#### Concursantes
| Nombre              | Procedencia              | Edad    | Ocupación             | Información          |
| ------------------- | ------------------------ | ------- | --------------------- | -------------------- |
| Daniela Dantas      | Petrópolis               | 49 años | Abogada               |                      |
| Felipe Bruzzi       | Río de Janeiro           | 33 años | Barista               |                      |
| Fernanda Colombo    | Criciúma                 | 34 años | Árbitra de fútbol     |                      |
| Gloria Pai          | Hong Kong                | 66 años | Profesora de idiomas  |                      |
| Guilherme Pennachia | São Paulo                | 19 años | Estudiante            |                      |
| Leonela Borges      | Santa Bárbara            | 29 años | Abogada               |                      |
| Rodrigo Pedroza     | Volta Redonda            | 35 años | Comerciante           |                      |
| Taynan Fernandes    | Río de Janeiro           | 33 años | Dentista              |                      |
| Teresa Yi Jun Cai   | Foz do Iguaçu            | 29 años | Ingeniera             | 3.ª y 10.ª eliminada |
| Sofia Jungmann      | São Paulo                | 26 años | Relaciones públicas   | 9.ª eliminada        |
| Felipe Miyasaka     | Ribeirão Preto           | 33 años | Anunciante            | Descalificado        |
| Naiara Bogo         | Indaial                  | 28 años | Diseñadora náutica    | 8.ª eliminada        |
| Vitória Ketyllin    | Cianorte                 | 22 años | Emprendedora          | 7.ª eliminada        |
| André Alexandre     | Santo Antônio da Alegria | 31 años | Ganadero              | 6.º eliminado        |
| Lucas Kaum          | Brasília                 | 31 años | Ingeniero ambiental   | 5.º eliminado        |
| Ricard Bezerra      | Campina Grande           | 32 años | Psicólogo             | 4.º eliminado        |
| Flávia Letícia      | Teófilo Otoni            | 26 años | Técnica de enfermería | 2.ª eliminada        |
| Salomar Arcanjo     | Brasília                 | 47 años | Empresario            | 1.º eliminado        |

## Curiosidad
Hasta la temporada más reciente, el programa ya contaba con 529 participantes oficiales. Entre ellos, el estado de São Paulo tiene el mayor número de participantes, con 243 participantes. Seguido de Minas Gerais con 50, Río de Janeiro con 38, Santa Catarina con 22, Bahía con 21, Paraná con 19, Río Grande del Sur con 18, Distrito Federal y Pernambuco con 10, Pará con ocho, Ceará y Espírito Santo con siete, Goiás con seis, Alagoas y Río Grande del Norte con cuatro, Mato Grosso y Sergipe con tres, Amazonas, Maranhão, Mato Grosso del Sur, Paraíba y Piauí con dos, y Amapá con uno solo. Los estados de Acre, Rondonia, Roraima y Tocantins nunca tuvieron representantes hasta la edición más reciente.
En todas las temporadas de la edición principal del MasterChef Brasil, excepto la octava y la décima temporada, escucharon al menos un extranjero en el grupo de participantes del reality culinario. En la primera temporada estuvo el israelí Shlomi Asaf, en la segunda temporada estuvo la china Jiang Pu, en la tercera temporada escuchó a dos participantes extranjeros, el taiwanés Lee Wong Fu y el portugués Nuno Codeço, en la cuarta temporada también escuchó a dos extranjeros, el paraguayo Abel Chang y la tailandesa Yuko Tappabutt, en la quinta temporada estuvo la caboverdiana Crisleine Cardoso, en la sexta temporada estuvo el estadounidense Carlos Augusto, en la séptima temporada escuchó a seis extranjeros, el británico Andrew Bean, la surcoreana Yulia Lee, el angoleño Aylton Manuel, el italiano Simone Raucci, la cubana Diliagni Tellez y la paraguaya Marilaura Deboni, en la novena temporada estuvo la griega Paraskevi Kotta, en la décima primera temporada estuvo el sirio Riad Altinawi, y en la décima segunda temporada estuvo la hongkonesa Gloria Pai. Y también escucharon un extranjero en MasterChef +, la edición sénior del programa, el italiano Pietro Coccaro en la primera temporada, y en MasterChef Profissionais, la edición con profesionales del programa, el sirio Tarek Melhem en la quinta temporada.

## Premios y nominaciones
| Año  | País   | Festival                     | Categoría                                    | Receptor          | Resultado |
| ---- | ------ | ---------------------------- | -------------------------------------------- | ----------------- | --------- |
| 2014 | Brasil | Retrospectiva UOL            | Mejor Reality Show                           | MasterChef Brasil | Nominado  |
| 2014 | Brasil | Retrospectiva UOL            | Mejor Presentadora                           | Ana Paula Padrão  | Nominada  |
| 2014 | Brasil | Premio F5                    | Programa del Año                             | MasterChef Brasil | Ganador   |
| 2014 | Brasil | Premio F5                    | Presentadora del Año                         | Ana Paula Padrão  | Nominada  |
| 2014 | Brasil | Melhor do Ano NaTelinha      | Mejor Reality Show                           | MasterChef Brasil | Ganador   |
| 2015 | Brasil | Prêmio Extra de Televisão    | Programa del Año                             | MasterChef Brasil | Nominado  |
| 2015 | Brasil | Troféu APCA                  | Programa del Año                             | MasterChef Brasil | Ganador   |
| 2015 | Brasil | Retrospectiva UOL            | Mejor Reality Show                           | MasterChef Brasil | Nominado  |
| 2015 | Brasil | Prêmio F5                    | Mejor Reality Show                           | MasterChef Brasil | Nominado  |
| 2015 | Brasil | Melhores do Ano NaTelinha    | Mejor Reality Show                           | MasterChef Brasil | Ganador   |
| 2016 | Brasil | Troféu Internet              | Mejor Reality Show                           | MasterChef Brasil | Nominado  |
| 2016 | Brasil | Prêmio TVPédia Brasil        | Mejor Reality Show o Talent Show             | MasterChef Brasil | Ganador   |
| 2016 | Brasil | Prêmio TVPédia Brasil        | Mejor Presentadora de Programa sin Auditorio | Ana Paula Padrão  | Ganadora  |
| 2017 | Brasil | Meus Prêmios Nick 2017       | Programa del Año                             | MasterChef Brasil | Nominado  |
| 2017 | Brasil | Prêmio TVPédia Brasil        | Mejor Reality Show o Talent Show             | MasterChef Brasil | Nominado  |
| 2017 | Brasil | Prêmio TVPédia Brasil        | Mejor Presentadora de Programa sin Auditorio | Ana Paula Padrão  | Nominada  |
| 2018 | Brasil | MTV Millennial Awards Brasil | Mejor Reality Show                           | MasterChef Brasil | Nominado  |
| 2018 | Brasil | Meus Prêmios Nick 2018       | Programa del Año                             | MasterChef Brasil | Nominado  |
| 2019 | Brasil | Meus Prêmios Nick 2019       | Programa del Año                             | MasterChef Brasil | Nominado  |
| 2019 | Brasil | Prêmio F5                    | Mejor Reality Show                           | MasterChef Brasil | Ganador   |
| 2020 | Brasil | Splash Awards                | Mejor Presentador de Reality Show            | Ana Paula Padrão  | Nominada  |
| 2020 | Brasil | Prêmio Contigo! Online 2020  | Mejor Reality Show                           | MasterChef Brasil | Nominado  |
| 2021 | Brasil | Prêmio Área VIP              | Mejor Talent Show                            | MasterChef Brasil | Nominado  |
| 2022 | Brasil | Prêmio Contigo! Online 2022  | Mejor Reality Show                           | MasterChef Brasil | Nominado  |
| 2025 | Brasil | Troféu Imprensa              | Mejor Reality Show de Cocina                 | MasterChef Brasil | Ganador   |
| 2025 | Brasil | Troféu Internet              | Mejor Reality Show de Cocina                 | MasterChef Brasil | Ganador   |

## MasterChef Júnior
MasterChef Júnior fue la edición infantil del programa. La primera temporada fue estrenada 20 de octubre de 2015. Contó un total de 28 concursantes y 13 episodios.

### Primera temporada
La primera temporada fue estrenada 20 de octubre de 2015 y finalizó el 15 de diciembre de 2015, contó con 20 concursantes y 9 episodios, siendo el ganador Lorenzo Ravioli, el segundo lugar Lívia Lopes y el tercer lugar Ivana Coelho y Sofia Bresser.

#### Concursantes
| Nombre               | Edad    | Información                |
| -------------------- | ------- | -------------------------- |
| Lorenzo Ravioli      | 13 años | Ganador                    |
| Lívia Lopes          | 12 años | 2.ª clasificada (duelista) |
| Ivana Coelho         | 9 años  | 3.ª clasificada            |
| Sofia Bresser        | 12 años | 3.ª clasificada            |
| Valentina Schulz     | 12 años | 8.ª eliminada              |
| Eduardo Prado        | 13 años | 8.º eliminado              |
| Daphne Sonnenschein  | 13 años | 7.ª eliminada              |
| Matheus Burigo       | 11 años | 7.º eliminado              |
| Aisha Carolina       | 9 años  | 6.ª eliminada              |
| Laura Bassi          | 11 años | 6.ª eliminada              |
| Mateus Girardi       | 12 años | 5.º eliminado              |
| Tomás Balaban        | 13 años | 5.º eliminado              |
| Vitoria "Vivi" Rovai | 11 años | 4.ª eliminada              |
| Johnny William       | 11 años | 4.º eliminado              |
| Andrey Silva         | 13 años | 3.º eliminado              |
| Hytalo Mattos        | 11 años | 3.º eliminado              |
| Piera Dimartino      | 11 años | 2.ª eliminada              |
| Gleyson Junior       | 12 años | 2.º eliminado              |
| Luiza Miranda        | 10 años | 1.ª eliminada              |
| Augusto Toledo       | 11 años | 1.º eliminado              |

### Segunda temporada
La segunda temporada fue estrenada 20 de diciembre de 2022 y finalizó el 29 de diciembre de 2022, contó con 8 concursantes y 4 episodios, siendo la ganadora Larissa Krokoscz, el segundo lugar Lucas Martins y el tercer lugar João Pedro Farias y Bernardo Uemura.

#### Concursantes
| Nombre              | Edad    | Información                |
| ------------------- | ------- | -------------------------- |
| Larissa Krokoscz    | 9 años  | Ganadora                   |
| Lucas Martins       | 12 años | 2.º clasificado (duelista) |
| João Pedro Farias   | 12 años | 3.º clasificado            |
| Bernardo Uemura     | 11 años | 3.º clasificado            |
| Breno Placeres      | 10 años | 2.º eliminado              |
| Teresa Leonardi     | 9 años  | 2.ª eliminada              |
| Livia Maria Turella | 10 años | 1.ª eliminada              |
| Letícia Silva       | 9 años  | 1.ª eliminada              |

## MasterChef Profissionais
MasterChef Profissionais fue la edición con cocineros profesionales del programa. La primera temporada fue estrenada 4 de octubre de 2016. Contó un total de 70 concursantes y 51 episodios.

### Primera temporada
La primera temporada fue estrenada 4 de octubre de 2016 y finalizó el 13 de diciembre de 2016, contó con 14 concursantes y 11 episodios, siendo la ganadora Dayse Paparoto, el segundo lugar Marcelo Verde y el tercer lugar Dário Costa.

#### Concursantes
| Nombre              | Procedencia          | Edad    | Información                |
| ------------------- | -------------------- | ------- | -------------------------- |
| Dayse Paparoto      | Mogi das Cruzes      | 31 años | Ganadora                   |
| Marcelo Verde       | São Paulo            | 27 años | 2.º clasificado (duelista) |
| Dário Costa         | Santos               | 28 años | 3.º clasificado            |
| Ivo Lopes           | João Alfredo         | 40 años | 11.º eliminado             |
| Fádia Cheaito       | Americana            | 25 años | 10.ª eliminada             |
| João Lima           | São Lourenço da Mata | 30 años | 9.º eliminado              |
| Priscylla Luswarghi | Araçatuba            | 27 años | 8.ª eliminada              |
| Luiz Filipe Jacob   | São Roque            | 25 años | 7.º eliminado              |
| Rodrigo Einsfeld    | Petrópolis           | 35 años | 6.º eliminado              |
| Izabela Dolabela    | Belo Horizonte       | 27 años | 5.ª eliminada              |
| Ricardo Bonomi      | Campinas             | 40 años | 4.º eliminado              |
| Izadora Dantas      | São Paulo            | 31 años | 3.ª eliminada              |
| Fernanda Emerich    | Nova Friburgo        | 27 años | 2.ª eliminada              |
| Eliane Carvalho     | Cuiabá               | 54 años | 1.ª eliminada              |

### Segunda temporada
La segunda temporada fue estrenada 5 de septiembre de 2017 y finalizó el 5 de diciembre de 2017, contó con 16 concursantes y 14 episodios, siendo el ganador Pablo Oazen, el segundo lugar Francisco Pinheiro y el tercer lugar Irina Cordeiro.

#### Concursantes
| Nombre               | Procedencia        | Edad    | Información                |
| -------------------- | ------------------ | ------- | -------------------------- |
| Pablo Oazen          | Juiz de Fora       | 37 años | Ganador                    |
| Francisco Pinheiro   | Solonópole         | 43 años | 2.º clasificado (duelista) |
| Irina Cordeiro       | Natal              | 29 años | 3.ª clasificada            |
| Raíssa Ribeiro       | São Paulo          | 22 años | 14.ª eliminada             |
| Lubyanka Baltar      | João Pessoa        | 37 años | 13.ª eliminada             |
| Monique Gabiatti     | Aracaju            | 32 años | 12.ª eliminada             |
| Ravi Leite           | Curitiba           | 26 años | 11.º eliminado             |
| Clécio Campos        | Cordisburgo        | 39 años | 10.º eliminado             |
| Guilherme Cardadeiro | São Paulo          | 27 años | 6.º y 9.º eliminado        |
| Angélica Vitali      | São Caetano do Sul | 37 años | 8.ª eliminada              |
| Mirna Gomes          | Recife             | 36 años | 7.ª eliminada              |
| William Williges     | Caxias do Sul      | 25 años | 5.º eliminado              |
| Berta Schneider      | Itatiaia           | 34 años | 4.ª eliminada              |
| Bárbara Cardin       | Londrina           | 22 años | 3.ª eliminada              |
| Edney Moreira        | Contagem           | 40 años | 2.º eliminado              |
| Pedro Pecego         | Río de Janeiro     | 35 años | 1.º eliminado              |

### Tercera temporada
La tercera temporada fue estrenada 21 de agosto de 2018 y finalizó el 11 de diciembre de 2018, contó con 14 concursantes y 17 episodios, siendo el ganador Rafael Gomes, el segundo lugar Willian Peters y el tercer lugar Heaven Delhaye.

#### Concursantes
| Nombre           | Procedencia  | Edad    | Información                |
| ---------------- | ------------ | ------- | -------------------------- |
| Rafael Gomes     | Niterói      | 35 años | Ganador                    |
| Willian Peters   | Porto Alegre | 33 años | 2.º clasificado (duelista) |
| Heaven Delhaye   | Petrópolis   | 33 años | 3.ª clasificada            |
| Manoela Lebron   | Uberaba      | 31 años | 12.ª eliminada             |
| Daniel Barbosa   | Campo Grande | 27 años | 11.º eliminado             |
| Andre Pionteke   | Curitiba     | 27 años | 10.º eliminado             |
| Adriana Avelar   | Ituiutaba    | 35 años | 6.ª y 9.ª eliminada        |
| Roberta Magro    | Atibaia      | 28 años | 8.ª eliminada              |
| Thales Alves     | Formosa      | 25 años | 7.º eliminado              |
| Marcela Calegari | São Paulo    | 26 años | 6.ª eliminada              |
| Paulo Quintella  | Maceió       | 26 años | 4.º eliminado              |
| Simone Bert      | Maceió       | 57 años | 3.ª eliminada              |
| Alex Lee         | Jacareí      | 30 años | 2.º eliminado              |
| André Rochadel   | Brasília     | 33 años | 1.º eliminado              |

### Cuarta temporada
La cuarta temporada fue estrenada 13 de septiembre de 2022 y finalizó el 8 de noviembre de 2022, contó con 12 concursantes y 9 episodios, siendo el ganador Diego Sacilotto, el segundo lugar Thalyta Koller y el tercer lugar Wilson Cabral.

#### Concursantes
| Nombre              | Procedencia    | Edad    | Información                |
| ------------------- | -------------- | ------- | -------------------------- |
| Diego Sacilotto     | São Paulo      | 41 años | Ganador                    |
| Thalyta Koller      | Porto Alegre   | 30 años | 2.ª clasificada (duelista) |
| Wilson Cabral (†)   | Río de Janeiro | 39 años | 3.º clasificado            |
| Ananda Lutzenberger | Santos         | 27 años | 9.ª eliminada              |
| Enzo Ceccin         | Santa Maria    | 23 años | 8.º eliminado              |
| Marília Amorim      | Recife         | 37 años | 7.ª eliminada              |
| Hichel Rodrigues    | Sorocaba       | 43 años | 6.º eliminado              |
| Ellen Romão         | Olinda         | 24 años | 5.ª eliminada              |
| Marcelus Benevides  | Natal          | 37 años | 4.º eliminado              |
| Thyago Rocha        | Maringá        | 39 años | 3.º eliminado              |
| Luciane Recco       | São Paulo      | 36 años | 2.ª eliminada              |
| Cláudia Ramos       | Aracaju        | 48 años | 1.ª eliminada              |

### Quinta temporada
La quinta temporada fue estrenada 19 de septiembre de 2023 y finalizó el 14 de noviembre de 2023, contó con 14 concursantes y 9 episodios, siendo la ganadora Bárbara Frazão, el segundo lugar Franklin Bin y el tercer lugar Yuri Escobar.

#### Concursantes
| Nombre          | Procedencia    | Edad    | Información                |
| --------------- | -------------- | ------- | -------------------------- |
| Bárbara Frazão  | Brasília       | 31 años | Ganadora                   |
| Franklin Bin    | Guarujá        | 33 años | 2.º clasificado (duelista) |
| Yuri Escobar    | Belo Horizonte | 28 años | 3.º clasificado            |
| Moisés Batista  | Natal          | 32 años | Descalificado              |
| Vinicius Moura  | Río de Janeiro | 38 años | 9.º eliminado              |
| Rozana Caolli   | Uberlândia     | 36 años | 8.ª eliminada              |
| Cintia Sanchez  | São Paulo      | 41 años | 7.ª eliminada              |
| Bruno Tavares   | Ananindeua     | 29 años | 6.º eliminado              |
| Raquel Amaral   | Fortaleza      | 44 años | Descalificada              |
| Bruna Moura     | São Paulo      | 42 años | 5.ª eliminada              |
| Tarek Melhem    | Tartús         | 28 años | 4.º eliminado              |
| Eduardo Jacinto | Florianópolis  | 44 años | 3.º eliminado              |
| Keila Aviano    | Belo Horizonte | 50 años | 2.ª eliminada              |
| Rebeca Serrano  | Río de Janeiro | 30 años | 1.ª eliminada              |

## MasterChef:A Revanche
MasterChef: A Revanche fue la edición con exconcursantes del programa. La primera temporada fue estrenada 15 de octubre de 2019 y finalizó el 17 de diciembre de 2019, contó con 10 concursantes y 10 episodios, siendo el ganador Vitor Bourguignon, el segundo lugar Estefano Zaquini y el tercer lugar Fernando Kawasaki.

#### Concursantes
| Nombre            | Procedencia    | Edad    | Edición | Información                |
| ----------------- | -------------- | ------- | ------- | -------------------------- |
| Vitor Bourguignon | Curitiba       | 28 años | 4       | Ganador                    |
| Estefano Zaquini  | Santo André    | 24 años | 1       | 2.º clasificado (duelista) |
| Fernando Kawasaki | Parapuã        | 33 años | 2       | 3.º clasificado            |
| Thiago Gatto      | Río de Janeiro | 36 años | 5       | 7.º eliminado              |
| Katleen Lacerda   | Ituiutaba      | 26 años | 5       | 6.ª eliminada              |
| Fernando Cavinato | São Paulo      | 35 años | 3       | 5.º eliminado              |
| Fábio Nunes       | Taquari        | 33 años | 3       | 4.º eliminado              |
| Sabrina Kanai     | Río de Janeiro | 33 años | 2       | 3.ª eliminada              |
| Vanessa Vagnotti  | Vitória        | 49 años | 3       | 2.ª eliminada              |
| Helton Oliveira   | Jacutinga      | 19 años | 6       | 1.º eliminado              |

## MasterChef +
MasterChef + fue la edición sénior del programa. La primera temporada fue estrenada 15 de noviembre de 2022. Contó un total de 20 concursantes y 11 episodios.

### Primera temporada
La primera temporada fue estrenada 15 de noviembre de 2022 y finalizó el 13 de diciembre de 2022, contó con 8 concursantes y 5 episodios, siendo los ganadores Astro Ribeiro y Pietro Coccaro, el segundo lugar Nadja Celina y Sérgio Ferreira, y el tercer lugar Beth Coutinho.

#### Concursantes
| Nombre           | Procedencia   | Edad    | Ocupación       | Información                |
| ---------------- | ------------- | ------- | --------------- | -------------------------- |
| Astro Ribeiro    | Caraguatatuba | 80 años | Amo de casa     | Ganador                    |
| Pietro Coccaro   | Colletorto    | 70 años | Jubilado        | Ganador                    |
| Nadja Celina     | Maceió        | 62 años | Química         | 2.ª clasificada (duelista) |
| Sérgio Ferreira  | São Paulo     | 61 años | Ejecutivo       | 2.º clasificado (duelista) |
| Beth Coutinho    | Jaboticatubas | 70 años | Artista         | 3.ª clasificada            |
| Glaci Rosso      | Curitiba      | 63 años | Psicóloga       | 3.ª eliminada              |
| Helena Rodrigues | Araguari      | 67 años | Profesora       | 2.ª eliminada              |
| Ney Messias      | Belém         | 60 años | Educador físico | 1.º eliminado              |

### Segunda temporada
La segunda temporada fue estrenada 21 de noviembre de 2023 y finalizó el 26 de diciembre de 2023, contó con 12 concursantes y 6 episodios, siendo los ganadores Eduardo de Mingo y Maria do Carmo Prado, el segundo lugar Cida Cabral y Mônica Divina, y el tercer lugar Cláudio Gonçalves y Suyan Rambor.

#### Concursantes
| Nombre                  | Procedencia           | Edad    | Ocupación                          | Información                |
| ----------------------- | --------------------- | ------- | ---------------------------------- | -------------------------- |
| Eduardo de Mingo        | São Paulo             | 63 años | Tatuador                           | Ganador                    |
| Maria do Carmo Prado    | Paraguaçu             | 79 años | Masajista                          | Ganadora                   |
| Aparecida "Cida" Cabral | Ubatã                 | 68 años | Doctorado en salud pública         | 2.ª clasificada (duelista) |
| Mônica Divina           | Ribeirão Preto        | 70 años | Trancista                          | 2.ª clasificada (duelista) |
| Cláudio Gonçalves       | São Paulo             | 65 años | Analista de finanzas               | 3.º clasificado            |
| Suyan Rambor            | Porto Alegre          | 64 años | Ejecutiva e ingeniera              | 3.ª clasificada            |
| Ida Saliba              | Aquidauana            | 87 años | Abogada jubilada                   | 3.ª eliminada              |
| Rachel Leite            | Belo Horizonte        | 78 años | Arquitecta jubilada                | 3.ª eliminada              |
| Elisiário dos Santos    | São Paulo             | 73 años | Profesor de arte jubilado          | 2.º eliminado              |
| Ricardo Araujo          | Campos dos Goytacazes | 65 años | Educador físico                    | 2.º eliminado              |
| Irma Gielow             | Dona Emma             | 80 años | Costurera jubilada                 | 1.ª eliminada              |
| Marco Marcela           | Pirassununga          | 62 años | Técnico en mantenimiento eléctrico | 1.º eliminado              |

## MasterChef Confeitaria
MasterChef Confeitaria fue la edición con pasteleros profesionales del programa. La primera temporada fue estrenada 19 de noviembre de 2024 y finalizó el 19 de diciembre de 2024, contó con 12 concursantes y 10 episodios, siendo el ganador Cesar Yukio, el segundo lugar Luísa Jungblut y el tercer lugar Walkyria Fagundes y Well Teixeira.

#### Concursantes
| Nombre                     | Procedencia           | Edad    | Información                |
| -------------------------- | --------------------- | ------- | -------------------------- |
| Cesar Yukio                | São Paulo             | 35 años | Ganador                    |
| Luísa Jungblut             | Porto Alegre          | 34 años | 2.ª clasificada (duelista) |
| Walkyria Fagundes          | São Paulo             | 34 años | 3.ª clasificada            |
| Wellington "Well" Teixeira | Fortaleza             | 28 años | 3.º clasificado            |
| Matheus Rosa               | Campos dos Goytacazes | 27 años | 8.º eliminado              |
| Rodrigo "Digo" Ribeiro     | Osasco                | 32 años | 7.º eliminado              |
| Patrick Cavegn             | São Gonçalo           | 28 años | 6.º eliminado              |
| Juliete Soulé              | São Paulo             | 32 años | 5.ª eliminada              |
| Maria Eugênia Sanches      | Poços de Caldas       | 26 años | 4.ª eliminada              |
| Ale Sotero                 | São Paulo             | 35 años | 3.º eliminado              |
| Marina "Sá Marina" Mendes  | Vitória da Conquista  | 40 años | 2.ª eliminada              |
| Verônica Kim               | São Paulo             | 34 años | 1.ª eliminada              |

## MasterChef Creators
MasterChef Creators fue la edición con influencers digitales del programa, siendo exhibido exclusivamente en formato digital. La primera temporada fue estrenada 6 de mayo de 2025 y finalizó el 20 de mayo de 2025, contó con 6 concursantes y 3 episodios, siendo la ganadora Gi Souza, el segundo lugar Will Procópio y el tercer lugar Bete Tavares y Gui Poulain.

#### Concursantes
| Nombre                   | Procedencia         | Edad    | Perfil             | Información                |
| ------------------------ | ------------------- | ------- | ------------------ | -------------------------- |
| Gi Souza                 | São José dos Campos | 39 años | Receitas de Minuto | Ganadora                   |
| Willian "Will" Procópio  | Belo Horizonte      | 40 años | Receitas do Will   | 2.º clasificado (duelista) |
| Elisabete "Bete" Tavares | Tupã                | 59 años | Bete com Carinho   | 2.ª eliminada              |
| Guilherme "Gui" Poulain  | Lavras              | 39 años | Gui Poulain        | 2.º eliminado              |
| Luiza Junqueira          | São José dos Campos | 33 años | Tá Querida         | 1.ª eliminada              |
| Greg Bosi                | Caxias do Sul       | 37 años | Greg Bosi          | 1.º eliminado              |

## MasterChef Celebridades
MasterChef Celebridades fue la edición con celebridades del programa. La primera temporada fue estrenada novembre de 2025.
| Edición       | Año  | Ganador | Subcampeón | Tercero |
| ------------- | ---- | ------- | ---------- | ------- |
| 1.ª temporada | 2025 |         |            |         |

### Primera temporada
| Nombre             | Procedencia    |
| ------------------ | -------------- |
| Dodô               | São Paulo      |
| Gilmelândia        | Salvador       |
| Hugo Alves         | Goiânia        |
| John Drops         | Salvador       |
| Julianne Trevisol  | Río de Janeiro |
| Leonardo Miggiorin | Barbacena      |
| Luciano Szafir     | São Paulo      |
| Márcia Goldschmidt | São Paulo      |
| Maurren Maggi      | São Carlos     |
| Rachel Sheherazade | João Pessoa    |
| Tiago Piquilo      | São Paulo      |
| Valesca Popozuda   | Río de Janeiro |